# Рид, Вернон
Вернон Альфонсус Рейд (англ. Vernon Alphonsus Reid, родился 22 августа 1958 г.) — американский гитарист и автор песен, основатель и лидер рок-группы Living Colour. В 2003 году журнале занял 66-ю позицию в списке величайших гитаристов по версии журнала «Rolling Stone».

## Ранняя жизнь
Рейд родился в Лондоне, но вырос в Нью-Йорке. Учился в Бруклинской технической школе, затем в Нью-Йоркском университете.

## Карьера

### Ранняя карьера
Впервые он приобрел известность в 1980-х годах в дуэте с барабанщиком Рональдом Джексоном. Альбом «Smash & Scatteration» (1984 год) — совместная работа Рейда с гитаристом Биллом Фрайсел. В 1985 году Рейд стал соучредителем организации «Black Rock Coalition» с журналистом Грегом Тэйтом и продюсером Кондой Мэйсон.

### Living Colour
Рейд является самым известным участником Living Colour. Ранние вариации группы формировались в Нью-Йорке в 1983 году, но состав группы укрепился в 1985-86 годах, и Рейд возглавлял группу ещё около десяти лет. Их дебютный альбом «Vivid» был выпущен в 1988 году, хорошо продавался, получив две платины. Его последователь — альбом «Time’s Up» был выпущен в 1990 году и получил золотой диск. «Living Color» распалась в 1995 году, но реформировалась в 2000 году. С тех пор они выпустили ещё три альбома: «Collideøscope» (октябрь 2003 года), «The Chair in the Doorway» (сентябрь 2009 года) и «Shade» (сентябрь 2017 года).

### Сольная карьера
В дополнение к его работе с Living Colour, Рейд участвовал во многих других проектах. В 1996 году он выпустил свой первый сольный альбом «Mistaken Identity». Рейд также появлялся в «Guitar Oblique» (американский музыкальный лейбл) с гитаристами Дэвидом Торном и Эллиоттом Шарпом. Рейд играл на американском гала-концерте «Millennium», в канун Нового Года (31 декабря 1999 года). 1 января 2000 года исполнял «Fortunate Son» с Джоном Фогерти в Мемориале Линкольну. Среди присутствующих были президент Билл Клинтон и леди Хиллари Клинтон. В 2018 году Рейд подписал контракт с «Mascot Label Group». У него есть альбом, выход которого запланирован на 2019 год.

## Влияние
Рейд отмечает влияние на свою музыку таких исполнителей, как Майлз Дэвис, Джеймс Браун, Джими Хендрикс, Роберт Фриппа, Джефф Бека, Карлос Сантануа, Эдди Хейзел, Джон Маклафлина, Джимми Пейджа, Эдди Ван Халена и Доктор Ноу.

## Личная жизнь
Рейд проживает в Статен-Айленде со своей женой Габри Криста, хореографом и режиссёром, и их дочерью Идеей (родившейся 30 июня 2003 года).